# Persone di nome Bob
| Questa pagina contiene informazioni ricavate automaticamente dalle voci biografiche con l'ausilio del template Bio e di un bot. L'aggiornamento è periodico e automatico e ricostruisce completamente la pagina. Se manca una persona in questa lista, sei pregato di non aggiungerla, ma accertati piuttosto che la sua voce biografica contenga il template Bio e che i dati anagrafici siano correttamente compilati. Se il template Bio manca, inseriscilo tu stesso o, in alternativa, metti l'avviso {{tmp\|Bio}} che ne segnala la mancanza. Se i dati riportati sono sbagliati, correggi direttamente la voce biografica; le modifiche saranno visibili in questa lista entro pochi giorni. Per chiarimenti vedi il progetto antroponimi. La lista contiene solo le 117 persone che sono citate nell'enciclopedia e per le quali è stato implementato correttamente il template Bio. Pagina aggiornata al 22 giu 2025. |

Questa è una lista di persone presenti nell'enciclopedia che hanno il nome Bob, suddivise per attività principale.

## Allenatori di calcio(4)
- Bob Bradley, allenatore di calcio statunitense (Montclair, n. 1958)
- Bob Millar, allenatore di calcio e calciatore scozzese (Paisley, n. 1889 - Staten Island, † 1967)
- Bob Peeters, allenatore di calcio e ex calciatore belga (Lier, n. 1974)
- Bob Ridley, allenatore di calcio e ex calciatore inglese (Reading, n. 1942)

## Allenatori di football americano(2)
- Bob Berezowitz, allenatore di football americano statunitense (n. 1944)
- Bob Sanders, allenatore di football americano statunitense (Jacksonville, n. 1953)

## Allenatori di pallacanestro(2)
- Bob Hoffman, allenatore di pallacanestro statunitense (Oklahoma City, n. 1957)
- Bob Weltlich, allenatore di pallacanestro statunitense (n. 1944)

## Animatori(1)
- Bob Ogle, animatore, sceneggiatore e doppiatore statunitense (Contea di Sacramento, n. 1926 - Los Angeles, † 1984)

## Artisti(1)
- Bob Jones, artista britannico

## Attori(10)
- Bob Burns, attore statunitense (Glendive, n. 1884 - Los Angeles, † 1957)
- Bob Dishy, attore statunitense (New York, n. 1934)
- Bob Frazer, attore canadese (Toronto, n. 1971)
- Bob Joles, attore e doppiatore statunitense (Glendora, n. 1959)
- Bob Marchese, attore italiano (Torino, n. 1937 - Taranto, † 2023)
- Bob Messini, attore e cabarettista italiano (Bologna, n. 1962)
- Bob Steele, attore statunitense (Portland, n. 1907 - Burbank, † 1988)
- Bob Stillman, attore e cantante statunitense (New York, n. 1954)
- Bob Sweeney, attore e regista statunitense (San Francisco, n. 1918 - Westlake Village, † 1992)
- Bob Tonelli, attore italiano (Bologna, n. 1929 - Bologna, † 1987)

## Avvocati(1)
- Bob Black, avvocato e scrittore statunitense (Detroit, n. 1951)

## Bassisti(4)
- Bob Brunning, bassista britannico (Bournemouth, n. 1943 - Londra, † 2011)
- Bob Callero, bassista, compositore e paroliere italiano (Montoggio, n. 1950)
- Bob Daisley, bassista australiano (Sydney, n. 1950)
- Bob Zilla, bassista statunitense (Los Angeles, n. 1970)

## Batteristi(3)
- Bob Gourley, batterista statunitense
- Bob Richards, batterista e compositore britannico (Edimburgo, n. 1965)
- Bobby Rock, batterista statunitense (Livermore, n. 1963)

## Calciatori(13)
- Bob Crosbie, calciatore scozzese (Glasgow, n. 1925 - Glasgow, † 1994)
- Bob Di Luca, ex calciatore italiano (n. 1946)
- Bob Hazell, ex calciatore inglese (Kingston, n. 1959)
- Bob McDonald, calciatore scozzese (Inverness, n. 1895 - † 1971)
- Bob Milne, calciatore nordirlandese (Inverarity, n. 1870 - † 1932)
- Bob Morrison, calciatore nordirlandese (Greenock, n. 1869 - Belfast, † 1891)
- Bob O'Leary, calciatore statunitense (Saint Louis, n. 1952 - † 1993)
- Bob Schepers, calciatore olandese (Enschede, n. 1992)
- Bob Spottiswood, calciatore e allenatore di calcio inglese (Carlisle, n. 1884 - Bromley, † 1966)
- Bob Stetler, calciatore statunitense (East Stroudsburg, n. 1952 - † 1990)
- Bob Straetman, calciatore belga (Dendermonde, n. 1997)
- Bob Wilson, calciatore inglese (Liverpool, n. 1928 - Upton, † 2006)
- Bob Wyllie, calciatore scozzese (Dundee, n. 1929 - Alfreton, † 1981)

## Cantanti(4)
- Bob Benny, cantante e attore televisivo belga (Sint-Niklaas, n. 1926 - Beveren, † 2011)
- Bob Bingham, cantante e attore statunitense (Seattle, n. 1946 - Carmel, † 2025)
- Bob Catley, cantante britannico (Aldershot, n. 1947)
- Bob Weir, cantante e chitarrista statunitense (San Francisco, n. 1947)

## Cantautori(3)
- Bob DiPiero, cantautore statunitense (Youngstown, n. 1951)
- Bob Dylan, cantautore e musicista statunitense (Duluth, n. 1941)
- Bob Neuwirth, cantautore, chitarrista e produttore discografico statunitense (Akron, n. 1939 - Santa Monica, † 2022)

## Cestisti(3)
- Bob Christian, ex cestista statunitense (n. 1946)
- Bob van der Valk, cestista olandese (n. 1927 - † 2016)
- Bob Wilkinson, ex cestista statunitense (La Porte, n. 1938)

## Chitarristi(3)
- Bob Brozman, chitarrista e musicista statunitense (New York, n. 1954 - Ben Lomond, † 2013)
- Bob Kulick, chitarrista e produttore discografico statunitense (New York, n. 1950 - Las Vegas, † 2020)
- Bob Margolin, chitarrista statunitense (Brookline, n. 1949)

## Ciclisti su strada(1)
- Bob Jungels, ciclista su strada lussemburghese (Lussemburgo, n. 1992)

## Clavicembalisti(1)
- Bob van Asperen, clavicembalista, organista e direttore d'orchestra olandese (Amsterdam, n. 1947)

## Comici(1)
- Bob Hope, comico, cabarettista e attore britannico (Londra, n. 1903 - Los Angeles, † 2003)

## Compositori(2)
- Bob Gaudio, compositore, produttore discografico e cantante statunitense (Bronx, n. 1942)
- Bob Salmieri, compositore, sassofonista e polistrumentista italiano (Roma, n. 1958)

## Conduttori televisivi(1)
- Bob Russell, conduttore televisivo statunitense (Passaic, n. 1908 - Sarasota, † 1998)

## Contrabbassisti(1)
- Bob Harvey, contrabbassista statunitense (Burley, n. 1934 - Lancaster, † 2025)

## Coreografi(2)
- Bob Avian, coreografo, regista teatrale e ballerino statunitense (New York, n. 1937 - Fort Lauderdale, † 2021)
- Bob Fosse, coreografo, ballerino e regista statunitense (Chicago, n. 1927 - Washington, † 1987)

## Culturisti(1)
- Bob Paris, culturista statunitense (Columbus, n. 1959)

## Doppiatori(1)
- Bob van der Houven, doppiatore, musicista e personaggio televisivo olandese (Garmisch-Partenkirchen, n. 1957)

## Editori(1)
- Bob Guccione, editore, disegnatore e produttore cinematografico statunitense (New York, n. 1930 - Plano, † 2010)

## Fotografi(1)
- Bob Krieger, fotografo e scultore italiano (Alessandria d'Egitto, n. 1936 - La Romana, † 2020)

## Fumettisti(4)
- Bob Gregory, fumettista statunitense (Los Angeles, n. 1921 - Los Angeles, † 2003)
- Bob Kane, fumettista e pittore statunitense (New York, n. 1915 - Los Angeles, † 1998)
- Bob Layton, fumettista statunitense (n. 1953)
- Bob de Groot, fumettista belga (Bruxelles, n. 1941 - Ottignies, † 2023)

## Giocatori di baseball(1)
- Bobby Abreu, ex giocatore di baseball venezuelano (Turmero, n. 1974)

## Giocatori di football americano(6)
- Bob Brown, giocatore di football americano statunitense (Cleveland, n. 1941 - Oakland, † 2023)
- Bob Grant, giocatore di football americano statunitense (Jacksonville, n. 1946 - San Pedro, † 2024)
- Bob Newton, ex giocatore di football americano statunitense (Pomona, n. 1949)
- Bob Spitulski, ex giocatore di football americano statunitense (Toledo, n. 1969)
- Bob Whitfield, ex giocatore di football americano statunitense (Carson, n. 1971)
- Bob Wylie, ex giocatore di football americano e allenatore di football americano statunitense (West Warwick, n. 1951)

## Hockeisti su ghiaccio(1)
- Bob Mitchell, ex hockeista su ghiaccio canadese

## Hockeisti su prato(1)
- Bob de Voogd, hockeista su prato olandese (Helmond, n. 1988)

## Imprenditori(2)
- Bob Lazar, imprenditore statunitense (Coral Gables, n. 1959)
- Bob Stupak, imprenditore e giocatore di poker statunitense (Pittsburgh, n. 1942 - Las Vegas, † 2009)

## Ingegneri(2)
- Bob Clearmountain, ingegnere statunitense (Connecticut, n. 1953)
- Bob Wallace, ingegnere meccanico neozelandese (Auckland, n. 1938 - † 2013)

## Insegnanti(1)
- Bob Bowman, insegnante statunitense (Columbia, n. 1964)

## Mezzofondisti(1)
- Bob Bertemes, mezzofondista lussemburghese (n. 1994)

## Montatori(1)
- Bob Ducsay, montatore statunitense (n. 1962)

## Musicisti(2)
- Bob Mintzer, musicista, compositore e arrangiatore statunitense (New Rochelle, n. 1953)
- Bob Nanna, musicista statunitense (Chicago, n. 1975)

## Pattinatori di velocità su ghiaccio(2)
- Bob de Jong, pattinatore di velocità su ghiaccio olandese (Leimuiden, n. 1976)
- Bob de Vries, pattinatore di velocità su ghiaccio olandese (Haule, n. 1984)

## Pesisti(1)
- Bob Bertemes, pesista lussemburghese (Lussemburgo, n. 1993)

## Piloti automobilistici(2)
- Bob Garretson, pilota automobilistico statunitense (Sunnyvale, n. 1933 - † 2025)
- Bob Wollek, pilota automobilistico francese (Strasburgo, n. 1943 - Sebring, † 2001)

## Piloti motociclistici(1)
- Bob Brown, pilota motociclistico australiano (Sydney, n. 1930 - Stoccarda, † 1960)

## Poeti(1)
- Bob Kaufman, poeta statunitense (New Orleans, n. 1925 - San Francisco, † 1986)

## Politici(4)
- Bob Avakian, politico statunitense (Washington, n. 1943)
- Bob Dadae, politico papuano (Dawot, n. 1961)
- Bob Loughman, politico vanuatuano (Tanna, n. 1961)
- Bob Maes, politico belga (Zaventem, n. 1924)

## Pugili(1)
- Bob Montgomery, pugile statunitense (Sumter, n. 1919 - † 1998)

## Registi(3)
- Bob McNaught, regista e produttore cinematografico britannico (n. 1915 - † 1976)
- Bob Nyanja, regista keniano (Nairobi)
- Bob Swaim, regista statunitense (Evanston, n. 1943)

## Sceneggiatori(1)
- Bob Nelson, sceneggiatore e regista statunitense (Yankton, n. 1956)

## Scenografi(1)
- Bob Crowley, scenografo e costumista irlandese (Cork, n. 1952)

## Sciatori alpini(1)
- Bob Hill, ex sciatore alpino statunitense

## Scrittori(1)
- Bob Zmuda, scrittore, comico e produttore televisivo statunitense (Chicago, n. 1949)

## Scrittori di fantascienza(1)
- Bob Shaw, autore di fantascienza britannico (Belfast, n. 1931 - Manchester, † 1996)

## Tennisti(3)
- Bob Giltinan, ex tennista australiano (Sydney, n. 1949)
- Bob Hewitt, ex tennista australiano (Dubbo, n. 1940)
- Bob Mark, tennista australiano (Albury, n. 1937 - Sudafrica, † 2006)

## Truccatori(1)
- Bob Mark, truccatore statunitense (New York, n. 1902 - Los Angeles, † 1968)

## Wrestler(1)
- Bob Orton Jr., ex wrestler statunitense (Kansas City, n. 1950)

## Senza attività specificata(3)
- Bob Dwyer, allenatore di rugby a 15 e ex rugbista a 15 australiano (n. 1940)
- Bob Ludwig, tecnico del suono statunitense (Savannah, n. 1945)
- Bob Noorda, grafico olandese (Amsterdam, n. 1927 - Milano, † 2010)